# Олга (Флорида)
Олга (енгл. Olga) насељено је место без административног статуса у америчкој савезној држави Флорида.

## Демографија
По попису из 2010. године број становника је 1.952, што је 554 (39,6%) становника више него 2000. године.
| Група             | 2000.         | 2010.         |
| Белци             | 1.204 (86,1%) | 1.528 (78,3%) |
| Афроамериканци    | 33 (2,4%)     | 97 (5,0%)     |
| Азијати           | 17 (1,2%)     | 54 (2,8%)     |
| Хиспаноамериканци | 127 (9,1%)    | 246 (12,6%)   |
| Укупно            | 1.398         | 1.952         |